# Gynoplistia luteoannulata
Gynoplistia luteoannulata là một loài ruồi trong họ Limoniidae. Chúng phân bố ở miền Australasia.